# Lasse Stevenfeldt
Lars Olof (Lasse) Stevenfeldt, född 4 oktober 1930 i  Stockholm, död 2014, var en svensk målare, tecknare och grafiker.
Han var son till Ernst Hugo Olov Stevenfeldt och Astrid Bodell. Stevenfeldt studerade vid avdelningen för dekorativ målning vid Konstfackskolan i Stockholm och på ett stipendium från Svenska slöjdföreningen studerade han mosaikframställning i Venedig och Ravenna.Separat ställde han bland annat ut på Lilla ateljén i Stockholm och han medverkade i Nationalmuseums utställning Unga tecknare 1950–1956, Sveriges allmänna konstförenings vårsalonger och Liljevalchs Stockholmssalonger. Vid sidan av sitt eget skapande var han medhjälpare till Arne Jones och Pierre Olofsson vid några av deras monumentaluppdrag. Han medverkade i en mindre roll i filmen Lek på regnbågen. Stevenfeldt är representerad vid Moderna museet i Stockholm.